# Штрафбат (телесериал)
«Штрафбат» — российский телесериал кинокомпании «МакДос» при участии Киностудии «Эталон-фильм» 2004 года. Снят по одноимённому роману Эдуарда Володарского режиссёром Николаем Досталем.
В июне 2013 года фильм был повторно показан на канале «Россия-1» в значительно урезанном виде без ведома создателя фильма Николая Досталя.

## История создания
Автор сценария, Эдуард Володарский, использовал воспоминания живых на тот момент солдат штрафных подразделений (штрафников). Однако фильма они не увидели, потому что, по утверждению авторов картины, к моменту, когда фильм уже был готов, никого из них в живых уже не было.
Военные консультанты при создании телесериала не привлекались, были только технические консультанты по костюмам и эпохе. По словам режиссёра, военных консультантов «практически не было потому, что, предвидя возможные к нам претензии, мы никого не хотели подставлять, решили всю ответственность взять на себя».
Авторы телесериала изучали архивные материалы и военную хронику. Последняя серия завершается демонстрацией списка штрафных частей, которые с 1942 по 1945 годы воевали на советских фронтах.
По утверждению авторов телесериала, своей целью во время создания фильма они видели следующее:
…мы не хотим сказать, что штрафники выиграли войну. Но мы хотим сказать, что и они тоже вложили свой маленький кирпичик в мощный фундамент Победы.

## Эпизоды
1 серия
Майор Твердохлебов попал в плен к фашистам на второй год Великой Отечественной Войны. Всех, кто отказался воевать на стороне фашистов, расстреляли, а он чудом остался жив. Раненый, он выбрался ночью из страшной могилы и дошёл до своих.
Бывших военнопленных и вырвавшихся из окружения допрашивают следователи НКВД. Твердохлебова ложно обвиняют в предательстве, разжаловывают в рядовые и предлагают искупить вину кровью, став командиром штрафного батальона (не хватает кадровых офицеров).
Под начало Твердохлебова попадает вор в законе Глымов, которому надоело валяться на нарах, политзаключённые ГУЛАГа Родянский и Баукин, защищавшие Советы от белогвардейцев. Вместе им предстоит воевать на передовой.
2 серия
Твердохлебову предстоит организовать боеспособный отряд. Он назначает командирами рот Баукина и Глымова. Глымов неохотно принимает на себя роль начальника, зная, что его подопечные могут убежать с первого же боя. Но Твердохлебов предупреждает, что штрафники в любом случае отправлены на гибель — если не от пули фашистов в бою, то от пули заградотряда НКВД.
Перед штрафбатом поставлена задача — взятие позиций, которые потом отвлекут силы немцев. Батальону придётся прорываться к позициям по заминированному полю. Глымов отказывается вести своих людей на мины. Комбат понимает, что многие погибнут на минном поле, но он также знает, что приказ нужно выполнить любой ценой. Он встаёт перед ними на колени… Ценой огромных потерь высота взята. Но не все выдержали шквал немецкого огня, многие повернули назад…
3 серия
В бою  погибло более 500 человек. В батальоне осталось всего 200 бойцов. Голодные, уставшие, но воодушевлённые первой своей победой солдаты играют в карты. Игра заканчивается дракой. Витюня требует назад проигранную им цепочку и его убивают. Комбат приказывает Глымову расстрелять Цыпу, убившего Витька. Приговор приведён в исполнение. Твердохлебов получает выговор от генерала за самоуправство, ему грозят Колымой. Твердохлебов подаёт генералу прошение о пересмотре дел бойцов, героически проявивших себя в бою, — и тех, кто остался жив, и тех, кто погиб. Прошение комбата принимают, но без восторга.
Батальон голодает уже два дня. Отчаявшись, несколько бывших заключенных ГУЛАГа, переодевшись в фашистскую форму (не испорченную ни кровью, ни стрельбой), решают разжиться едой у «краснопёрых» — заградотряд от голода не страдал. Вломившись на полевую кухню, они захватывают тушёнку и кашу. Руководство, конечно же, не оставляет эту вылазку без внимания: утром в штрафбат с обыском приезжает майор НКВД Харченко. Но никаких следов бесшабашной выходки он не находит, налётчиков никто в штрафбате не выдал. Взбешённый Харченко арестовывает несколько первых попавшихся ему на глаза бойцов, чтобы учинить расправу. Штрафники погибают от пуль при попытке к бегству.
4 серия
И снова батальон Твердохлебова идёт в атаку. Для юного Цукермана это первый в его жизни бой. Он попал в штрафбат за то, что подрался со своим капитаном, который оскорблял его, называя жидом. Испытание первым боем молодой солдат не выдерживает: чтобы избавиться от этого кошмара, он простреливает себе ногу и попадает в госпиталь.Там его разоблачает военный хирург (извлеченная пуля была отечественной), но жалеет молодого штрафника и умалчивает о происшедшем. Командование ставит перед Твердохлебовым новую задачу — необходимо взять вражеского языка, причём важно было, чтобы немец был из офицерского состава. Все предыдущие вылазки в немецкий тыл заканчивались гибелью разведчиков. Комбат посылает в разведку 7 человек, назначив главным Глымова. Приказ начальства был суров: без «языка» не возвращаться. Операция проходит успешно, немецкий офицер и важные карты доставлены в срок. Вот только цена этой военной удачи была велика: кто-то застрелен, кто-то утонул в болоте, ведь спасали в первую очередь немца — без него жизнь штрафбатовцев не имела смысла. Майор Харченко, который не скрывает своего подозрительного отношения к Твердохлебову, предлагает ему писать доносы на своих солдат. Но комбат отказывается…
5 серия
В госпитале Цукерман встречается с капитаном Бредуновым, из-за драки с которым он попал в штрафбат. Они снова устраивают драку, раненые едва успевают растащить их в разные стороны, чтобы дело не дошло до убийства. Разведывательная группа Глымова приближается к вражеским укреплениям, решив дождаться темноты, чтобы взять языка. Ценой огромных потерь им удаётся захватить немецкого офицера…
6 серия
В освобождённой от немцев деревне Глымов встречает Катерину, женщину с которой ему первый раз в жизни захотелось остаться навсегда. Руководство решает бросить штрафбат Твердохлебова на хорошо укреплённый немцами участок, провести разведку боем и закрепиться там. Командование понимает, что место это гиблое и почти наверняка там все погибнут. Батальон Твердохлебова вновь выполняет приказ ценой огромных потерь, после чего руководство приказывает им отступить на прежние позиции. Твердохлебов приносит к генералу Лыкову рапорт с просьбой отстранить его от командования батальоном. Лыков разочарован этой просьбой комбата — он хотел представить его к награде. Майор Харченко пытается забрать рапорт Твердохлебова, чтобы возбудить против него новое дело…
7 серия
Батальон Твердохлебова получает приказ очистить город Млынов от укрывшихся там фашистов и предателей-полицаев, не успевших сбежать при отступлении. Солдат Булыга насилует попавшуюся ему девочку. Дед Зойки приходит к комбату с требованием наказать обидчика, но сама девочка, потрясённая случившимся, отказывается опознать насильника. Она не может вынести позора… Майор Харченко начинает расследование дела об изнасиловании девочки. Во время начавшегося боя с немецкими частями, к штрафному подразделению присоединяется местный священник отец Михаил. В одном из разрушенных домов бойцы берут в плен раненого власовца. Твердохлебов узнаёт в предателе Сазонова. Когда-то он попал в плен вместе с комбатом, тогда майором, и согласился служить немцам. Именно он расстреливал Твердохлебова и других пленных солдат Красной армии, отказавшихся стать предателями. Ночью Твердохлебов приходит к нему в камеру и даёт ему пистолет с одним патроном…
8 серия
Перед батальоном Твердохлебова поставлена задача — закрепиться на одном опасном участке и держаться до тех пор, пока соседняя армия не пойдёт в наступление. В помощь штрафникам направляют артиллерию с противотанковыми орудиями под командованием капитана Бредунова. Так на поле боя вновь встречаются непримирившиеся в госпитале Савелий Цукерман и неугомонный капитан. Капитан Бредунов тяжело ранен. Перед смертью он просит у Савелия прощения. После боя Твердохлебова арестовывают по доносу Харченко…
9 серия
В штрафбат присылают нового командира. Твердохлебова пытают в застенках Особого отдела. Понимая, что доказать свою правоту не удастся, он решает повеситься, но часовой не даёт ему этого сделать.
Генерал Лыков пытается облегчить участь комбата. Начальник Особого отдела армии приказывает закрыть дело Твердохлебова и направляет его рядовым в тот же штрафбат.
Савелий тайком уезжает в госпиталь повидаться с медсестрой Светой. В батальоне замечают его отсутствие и решают, что он сбежал. Возвращаясь из госпиталя, Савелий попадает под бомбёжку и, получив тяжёлое ранение, снова оказывается в госпитале…
10 серия
Булыга доносит Харченко, что бойцы штрафбата отыскали немецкий продовольственный склад. Майор предлагает генералу Лыкову лично возглавить эту операцию по захвату склада. Генералу Лыкову кажется, что дело это пустяковое. Генерал также считает, что всё пройдет гладко, и заранее докладывает руководству об успехе.
Однако лёгкой прогулки за немецкими сосисками не получается. В бою погибает Харченко и командир батальона Головачёв. По приказу генерала Лыкова командиром штрафников снова становится Твердохлебов.
Глымов и его солдаты удачно проводят разведку. Им удаётся взять в плен двух немецких офицеров и одного солдата. Новый начальник Особого отдела объявляет комбату благодарность за удачную вылазку в немецкий тыл и выражает ему своё уважение.
11 серия
Штрафников ожидает новое испытание. Им приказано преодолеть реку, выбить укрепившихся на том берегу немцев и держаться до прихода основных сил. Твердохлебов понимает, что его людей бросают в самое пекло и вряд ли им удастся выжить.
Генерал знает наверняка, что посылает штрафную бригаду на верную смерть с целью отвлечь противника от основных сил, которые пойдут в наступление. В ходе начавшегося боя, Глымов расстреливает раненного Булыгу, в отместку за изнасилование девушки в Млынове и стукачество. Бойцы штрафной бригады успешно выполняют поставленную перед ними задачу, но это их последний бой. В ходе сражения почти все штрафники погибают. В живых остаются только отец Михаил и Твердохлебов.

## В ролях
| Актёр                | Роль |
| -------------------- | --- |
| Алексей Серебряков   | Василий Степанович Твердохлебов командир штрафного батальона, позже командир штрафной бригады (1—11 серии)      |
| Юрий Степанов        | Антип Петрович Глымов бывший «вор в законе», позже командир роты в штрафном батальоне (1—11 серии)              |
| Роман Мадянов        | майор Харченко начальник особого отдела дивизии (2—10 серии)                                                    |
| Александр Баширов    | Алексей Шустров (Лёха «Стира») штрафник, опытный карточный шулер (все серии, кроме 7)                           |
| Алексей Жарков       | Илья Григорьевич Лыков генерал-майор, командир дивизии (2—11 серии)                                             |
| Владимир Топцов      | Иван Иванович Телятников полковник, начальник штаба дивизии (2—11 серии)                                        |
| Юрий Шибанов         | Павел Бурыкин штрафник (1—4, 8—11 серии)                                                                        |
| Павел Деревянко      | «Цыпа» штрафник (1—3 серии)                                                                                     |
| Николай Мачульский   | «Хорь» штрафник (1—3 серии)                                                                                     |
| Александр Мякушко    | Пётр Воскобойников штрафник (1—3 серии)                                                                         |
| Виктор Супрун        | Шлыков штрафник, гармонист (1—4, 6—11 серии)                                                                    |
| Кирилл Плетнёв       | Дубинин штрафник (1—2 серии)                                                                                    |
| Иван Моховиков       | Виктор Редькин штрафник (1—3 серии)                                                                             |
| Вячеслав Ганенко     | Георгий Дзурилло штрафник (1—4 серии)                                                                           |
| Дмитрий Лямочкин     | Лапиков штрафник (1—4 серии)                                                                                    |
| Максим Литовченко    | Виктор Кобылко штрафник (1—4, 6 серии)                                                                          |
| Владимир Капустин    | Георгий Точилин штрафник (1—5 серии)                                                                            |
| Андрей Смоляков      | Фёдор Баукин командир роты в штрафном батальоне (1—4, 6 серии)                                                  |
| Михаил Еремеев       | Александр Андреевич Родянский командир роты в штрафном батальоне, позже штрафник (1—4, 6, 8—11 серии)           |
| Александр Никифоров  | Анатолий Петрович Муранов штрафник (1—4 серии)                                                                  |
| Сергей Цепов         | Оглоблин штрафник (1—4, 6 серии)                                                                                |
| Александр Цуркан     | Семён Дрожкин штрафник (1—3, 6, 8, 11 серии)                                                                    |
| Олег Мазуров         | штрафник (1—4 серии)                                                                                            |
| Михаил Крылов        | Степан Шутов штрафник, водитель комбата Твердохлебова (3—5 серии)                                               |
| Василий Мищенко      | Родион Светличный штрафник (3—6, 8—9 серии)                                                                     |
| Сергей Перелыгин     | Семён Яковлевич Дронский штрафник (4, 6—11 серии)                                                               |
| Кирилл Болтаев       | Андрей Рубашкин штрафник (4—5 серии)                                                                            |
| Илья Коврижных       | Савелий Цукерман штрафник (4—11 серии)                                                                          |
| Андрей Мерзликин     | Вячеслав Бредунов капитан РККА (5—6, 8 серии)                                                                   |
| Тимофей Трибунцев    | Чудилин штрафник (6—11 серии)                                                                                   |
| Максим Дрозд         | Степан Булыга штрафник, осведомитель майора Харченко (6—11 серии)                                               |
| Владимир Яворский    | Юрий Григорьевич Балясин командир роты в штрафном батальоне (6—11 серии)                                        |
| Алексей Ошурков      | Сергей Викторович Шилкин командир роты в штрафном батальоне (6—11 серии)                                        |
| Тагир Рахимов        | Мустафа Кулегенов штрафник (7—11 серии)                                                                         |
| Владимир Приезжев    | Никита Иванович Рябинин штрафник (7—9, 11 серии)                                                                |
| Дмитрий Назаров      | отец Михаил (Тимофей Александрович Менделеев) священник из Млынова, доброволец штрафного батальона (7—11 серии) |
| Грегори-Саид Багов   | генерал-майор Чепуров начальник особого отдела армии (7—10 серии)                                               |
| Андрей Шибаршин      | Сенников штрафник, связист (2—4, 6, 8—11 серии)                                                                 |
| Николай Точилин      | полковник, начальник разведки дивизии (4—5, 6, 8, 10 серии)                                                     |
| Ольга Калашникова    | Светлана медсестра в госпитале (4—6, 9—11 серии)                                                                |
| Александра Чичкова   | Галина медсестра в госпитале (5—6, 10—11 серии)                                                                 |
| Татьяна Журавлёва    | Клавдия медсестра в госпитале (9, 11 серии)                                                                     |
| Ирина Карева         | старшая медсестра в госпитале (5, 9 серии)                                                                      |
| Алексей Пушкин       | Александр Владимирович Сазонов пленный капитан РККА, позже власовец (1, 7 серии)                                |
| Игорь Лебедев        | Николай Сергеевич Евсеев пленный красноармеец, ставший власовцем (1 серия)                                      |
| Леонид Громов        | капитан Сычёв следователь НКВД (1 серия)                                                                        |
| Руслан Хабиев        | майор / подполковник Белянов (2, 8 серии)                                                                       |
| Владислав Котлярский | майор Гнедюк (2 серия)                                                                                          |
| Шота Гамисония       | Вахтанг Микеладзе арестованный штрафник (3 серия)                                                               |
| Микаэл Шахназаров    | Ашот Бубаян арестованный штрафник (3 серия)                                                                     |
| Роман Данилин        | Сергей Филимонов арестованный штрафник (3 серия)                                                                |
| Сергей Калашников    | Фёдор Андреевич Яковенко арестованный штрафник (3 серия)                                                        |
| Надежда Маркина      | хозяйка (4 серия)                                                                                               |
| Евгений Сологалов    | Андрей Витальевич майор-танкист, командир полка, был представлен к званию Героя СССР (5 серия)                  |
| Василий Дахненко     | капитан Генрих Бонхов пленный немецкий офицер (5 серия)                                                         |
| Анна Асташкина       | жена комдива (5 серия)                                                                                          |
| Полина Кутепова      | Катерина (6 серия)                                                                                              |
| Лев Борисов          | дед Зои (7 серия)                                                                                               |
| Владимир Кашпур      | Зямин председатель во Млынове (7 серия)                                                                         |
| Владимир Малюгин     | штрафник (7 серия)                                                                                              |
| Олег Валкман         | Мирон вор на воровской «малине» (7 серия)                                                                       |
| Максим Коновалов     | парень на воровской «малине» (7 серия)                                                                          |
| Ольга Филиппова      | Раиса девушка на воровской «малине» (7 серия)                                                                   |
| Владимир Скворцов    | Артём майор, друг Василия Степановича (8 серия)                                                                 |
| Дмитрий Медведев     | немецкий солдат на продовольственном складе, пивший с Глымовым (9—10 серии)                                     |
| Дмитрий Бобров       | Андрей Сергеевич Головачёв новый (временный) командир штрафного батальона (9—10 серии)                          |
| Анатолий Горячев     | подполковник Зубарев новый начальник особого отдела дивизии (10—11 серии)                                       |
| Давид Хугаев         | Идрис Ахильгов штрафник (10—11 серия)                                                                           |
| Виталий Зикора       | генерал армии, командарм (10 серия)                                                                             |
| Владимир Ровенский   | эпизод (10 серия)                                                                                               |
| Михаил Калиничев     | Тимофей Цыганков штрафник (11 серия)                                                                            |
| Роман Кириллов       | Гаврилов (11 серия)                                                                                             |
| Валентин Варецкий    | немецкий генерал, командующий группы армий (11 серия)                                                           |

На роль Цукермана режиссёр фильма изначально пригласил российского юмориста Максима Галкина, но под давлением руководства Первого канала Галкин вынужден был отказаться от этой роли.

## Съёмочная группа
- Автор сценария: Эдуард Володарский
- Режиссёр-постановщик: Николай Досталь
- Оператор-постановщик: Алексей Родионов
- Художник-постановщик: Алим Матвейчук
- Композитор: Алексей Шелыгин
- Продюсер: Владимир Досталь

## Премии и зрительское признание
Телесериал был отмечен на следующих конкурсах и фестивалях:
- Конкурс ТЭФИ-2005:
  1. Пять номинаций: Продюсер — Владимир Досталь, Режиссёр — Владимир Хотиненко, Сценарист — Эдуард Володарский, Оператор — Алексей Родинов, Исполнитель мужской роли — Алексей Серебряков[a][2];
  2. Победитель конкурса в номинации «Телевизионный художественный сериал»[3].
- II международный фестиваль военного кино имени Ю. Н. Озерова, 2004 год[4]:
  1. Лучший телевизионный художественный фильм, награда «Золотой меч»;
  2. Лучший сценарий к фильму;
  3. Исполнение главной роли, диплом жюри.
- 2005 — XIII кинофестиваль «Виват кино России!» (Санкт-Петербург): Приз за лучший телевизионный фильм[5].
- 2005 — X фестиваль кино и телевидения (Швейцария, г. Женева): Приз  за лучший телесериал.
- 2005 — Московский международный телевизионно-театральный фестиваль «Этот день Победы»: Приз за лучший телесериал.

Зрительские рейтинги:
- Ruskino.ru: 3,404 из 6 — 23636 голосов[6].
- IMDb: 7,1 из 10 — 768 голосов[7].

## Критика
В личном звонке режиссёру телесериала «Штрафбат» Николай Губенко сказал, что несмотря на некоторые идеологические и политические претензии к сценарию, он считает, что это памятник русскому солдату.

Российский военный историк, доктор исторических наук, генерал армии Махмут Гареев подверг телесериал критике: 

«Такие фильмы, как „Штрафбат“ — это своеобразный политический, идеологический заказ. Надо вдолбить в головы современной молодёжи, что Победу ковали не маршалы Жуковы и рядовые Матросовы, а уголовники, и тем самым если не умалить, то определённым образом принизить её значение в умах нынешнего поколения».

Кроме этого, Гареев М. А. отмечает в телесериале ряд исторических ошибок и неточностей: «в штрафбате никаких уголовников, равно как и политических заключённых, просто не могло быть. Из уголовников формировали штрафные роты. Командовали штрафными подразделениями только кадровые офицеры. <…> Все штрафные подразделения составляли не более 1,5 % от всей численности действующей армии».
В аннотации к книге доктора исторических наук Юрия Рубцова «Новая книга о штрафбатах» звучит обвинение сериала в том, что он «старательно протаскивает мысль, что штрафники-де „выиграли войну“».
Станислав Говорухин в интервью Дмитрию Гордону: 
Пару лет назад в Кремле на разводе почетного караула ко мне подошел чуть ли не в слезах маршал одного из родов войск. «Вы „Штрафбат“ видели? — возмущенно спросил. — И что скажете?».- «Безобразие, конечно», — ему ответил. Он: «Ну как же можно так искажать? Что, у них консультантов не было? Разве они не знают, что командир штрафного батальона не мог быть штрафником? Это были кадровые офицеры, и комиссары у них ни в коем случае не могли штрафниками быть, и никогда штрафников не посылали в тыл врага за языком, и никаких ранений жутких там быть не могло, потому что после первой же царапины боец возвращался в полк, как смывший свою вину кровью. Какой там мог быть поп, откуда? Ну сколько можно эту развесистую клюкву втюхивать!». Все это ложь — и снято, естественно, плохо.
Негативные отзывы о творчестве Володарского дал ветеран Великой Отечественной войны в штрафных частях Александр Васильевич Пыльцын.  

## Цензура
В июне 2013 года создатель фильма Николай Досталь обратился с открытым письмом к генеральному директору ВГТРК Олегу Добродееву по поводу демонстрации «Штрафбата» на канале «Россия-1». По словам Досталя, по всему фильму вырезались отдельные крепкие слова и словечки, вырезались грубо, «по живому», даже из песни штрафников-уголовников. Были сокращены несколько сексуальных сцен. Досталь заявил, что «всех случаев неуважительного отношения к авторам фильма не перечислить» и что он испытал «чувство горечи и стыда за такую грубую, мелочную и ханжескую цензуру».